# Gunhild Moltesen Agger
Gunhild Moltesen Agger (født 18. marts 1945 i Viby Jylland) er professor i dansk mediehistorie ved Aalborg Universitet  samt dr.phil.  Hun forsker inden for medievidenskab med fokus på dansk tv-drama og film,  kriminalfiktion samt national identitet i en globaliseret verden. 

## Uddannelse
Gunhild Agger er uddannet mag. art. i litteraturhistorie ved Aarhus Universitet i 1971 og skrev speciale om Leo Tolstojs forfatterskab. I 2005 blev hun dr.phil. med disputatsen Dansk tv-drama. Arvesølv og underholdning. 

## Baggrund, karriere og videnskabelige bidrag
Gunhild Aggers mor er forfatteren Ragnhild Agger (født 1918), der har skrevet bøger om kvindeliv i et socialt og realistisk perspektiv. 
Efter ansættelse som kandidatstipendiat i 1972 på Aarhus Universitet kom Gunhild Agger i 1974 til Aalborg Universitet, hvor hun primært har undervist i dansk og mediefag. 
Gunhild Agger har bidraget til danske mediers tolkninger af både fiktive og journalistiske temaer. Således har hun forklaret streamingtjenesters fremmarch med deres evne til at agere både nationalt og globalt,  mens DVD-mediet i nogen grad består som garant for det ”sikre valg”. 
Som ekspert inden for tv-drama har Gunhild Agger været involveret i den ophedede debat om tv-serien "Badehotellet" og årsagen til dens succes. 
I den forbindelse blev Gunhild Agger interviewet af flere medier og understregede tv-seriens kvaliteter. 
Som forsker har Gunhild Agger blandt andet medvirket til bøgerne Dansk mediehistorie (1996-97), Dansk tv’s historie (2006), MedieDK (2010) og Analyse af billedmedier (3. udgave 2015). Hun sidder i Advisory Board for tidsskriftet Journal of Scandinavian Cinema  og i Scienfitic Committee for tidsskriftet Series. Desuden er hun medlem af hovedredaktionen af Medie- og Kommunikationsleksikon (2009). Det er udkommet i flere udgaver, sidst i 2014, og opdateres løbende online. 
Blandt hendes videnskabelige publikationer i tidsskrifter og antologier kan nævnes:
- ”Geopolitical location and plot in The Night Manager” (2017), in Journal of Scandinavian Cinema, 7:1, pp. 27–42, doi: 10.1386/jsca.7.1.27_1
- ”Auteurteori og Sorg og glæde” (2016), in Jørgen Riber Christensen og Steen Ledet Christiansen (red.): Filmanalyse. Aarhus: Systime Academic.
- ”Strategies in Danish film culture – and the case of Susanne Bier” (2015), in Kosmorama #259

http://www.kosmorama.org/Artikler/Susanne-Bier.aspx Arkiveret 3. oktober 2017 hos  Wayback Machine
- “Imagined Places. Location in Lars von Trier Films in the Perspective of Carl Th. Dreyer and Andrey Tarkovsky” (2015), in Non-Place: Representing Placelessness in Literature, Media and Culture Edited by Mirjam Gebauer et al. http://vbn.aau.dk/files/215746442/Non_Place_OA.pdf

Doktordisputatsen fra 2005 Dansk tv-drama. Arvesølv og underholdning er af professor Ib Bondebjerg, Københavns Universitet, blevet kaldt for ”(…) et ordentlig, kvalitativt spring frem i
den danske tv-forskning.” 
Gunhild Agger har siden været leder af et krimiprojekt på Aalborg Universitet, hvor hun sammen med Kim Toft Hansen redigerede en bogserie på seks bøger, der udkom på Aalborg Universitetsforlag 2010-2016. Til serien skrev Gunhild Agger bogen Mord til tiden (2013), der behandler den historiske krimi og krimidokumentar.  Professor Kirsten Drotner skrev om den: ”Bogen demonstrerer et imponerende overblik over et meget stort materiale og gør det med sans for nationale og epokale kontekster.”  I 2010 udgav hun i samarbejde med Anne Marit Waade dét, der i dag fremstår som et standardværk inden for emnet, Den skandinaviske krimi – bestseller og blockbuster. 
Siden 2014 har Gunhild Agger været del af forskningsprojektet What Makes Danish TV Drama Series Travel?, der med afsæt i dansk tv-dramas internationale succes søger at klarlægge årsagerne hertil.  I tilknytning til dette projekt har hun bl.a. udgivet
- ”The development of transnationality in Danish Noir – from Unit One to The Team” (2016), in Northern Lights, volume 14: Television drama in the age of media convergence
- ”Nordic Noir – Location, Identity and Emotion” (2016), in Alberto N. Garcia (ed.): Emotions in Contemporary TV Series. Palgrave Macmillan.

Gunhild Agger har bestridt en lang række poster i forbindelse med sin akademiske karriere, herunder bestyrelsesmedlem (2003-06) og næstformand (2005-06) i Sammenslutningen af Medieforskere i Danmark, medlem af Statens Humanistiske Forskningsråd (nu FKK) 1997-2003, Kulturministeriets Forskningsudvalg (1999-2003) og medlem af Statsministerens Medieudvalg (1994-1996). På Aalborg Universitet har Gunhild Agger været medlem af Universitetsbestyrelsen (2003-07), dekan (1983-84) og prodekan (1982-83).  Gunhild Agger er også medlem af Det Danske Kriminalakademi, hvis formål er at fremme god dansk kriminallitteratur. 
Som kandidatstuderende læste Gunhild Agger et semester på Akademija Nauk i Moskva.  Siden har hun været gæsteunderviser på Old Dominion University i USA, Grønlands Universitet, Islands Universitet, Vilnius Universitet samt en lang række danske og skandinaviske universiteter.  På Københavns og Aarhus universitet virker hun som censor. 
I 2015 blev Gunhild Agger Ridder af Dannebrog. 